# 코사카 나오
코사카 나오(일본어: 小坂 菜緒 고사카 나오[*], 2002년 9월 7일~)는 일본의 아이돌, 모델이며, 여성 아이돌 그룹 히나타자카46의 멤버이다.
2017년 5월 31일, 히라가나 케야키자카 46의 2기생 모집이 발표되면서 2017년 8월 5일 3차 심사에서 합격한 18명이 그 해 8월 8일부터 11일까지 인터넷 동영상 전달 서비스의 SHOWROOM을 이용한 최종 심사에 임했다. 2017년 8월 15일, 『히라가나 케야키자카46 추가 멤버 오디션』의 합격자(통칭: 2기생)로서 피로연을 하였다.

## 작품

### 싱글
히라가나 케야키자카46
- NO WAR in the future(2017년 10월 25일)
- 半分の記憶 / 반분의 기억(2018년 3월 7일)
- ハッピーオーラ / 럭키 아우라(2018년 8월 15일)

### 앨범
히라가나 케야키자카46
- 走り出す瞬間 / 달려가는 순간(2018년 6월 20일)

## 출연

### 이벤트
- GirlsAward 2018 SPRING/SUMMER(2018년 5월 19일, 마쿠하라 멧세)

## 서적
- Seventeen(2018년~ , 슈에이샤) - 부속 모델